# 박민식
박민식(朴敏植, 1965년 11월 20일~)은 대한민국의 법조인, 정치인이다. 제18·19대 국회의원을 지냈다. 윤석열 정부에서 2022년에 제32대 국가보훈처장으로 임명되었다. 이후 국가보훈처가 국가보훈부로 승격되며 초대 국가보훈부장관을 지냈다.

## 생애
1965년 11월 20일 부산에서 출생했다. 아버지인 박순유 육군 중령이 맹호부대의 정보·통역장교로 베트남 전쟁에 참전했다가 1972년 6월 2일 베트남 중부 빈딘성에서 전사하여 국립서울현충원에 안장되면서, 6남매가 홀어머니 밑에서 자랐다.
부산대학교 사범대학 부설고등학교와 서울대학교 외교학과를 졸업하고 1988년 외무고시에 합격해 외무부에서 재직했으며, 1993년에는 제35회 사법시험에 합격하여 사법연수원 25기로 수료한 후 1996년부터 2006년까지 검사로 재직했다. 검사 재직 당시에는 국가정보원 도청 사건의 주임 검사를 맡아서 신건·임동원 전 국정원장 등을 직접 조사했다.
검사를 그만둔 후 한나라당에 입당한 그는 2008년 부산광역시 북구·강서구 갑 후보로 출마하여 제18대 국회의원으로 당선됐고, 2012년 제19대 총선에서 재선되었다. 하지만 이후 제20대 총선에서는 같은 지역구에서 전재수에게 밀려 낙선하였고, 이후 2020년 제21대 총선에서도 낙선하였다.
2022년 대통령 선거를 앞두고 윤석열 대통령 후보 캠프에서 기획실장을 맡았고, 윤석열이 당선되자 2022년 3월 24일 윤석열 대통령 당선인의 특별보좌역에 임명됐다. 윤석열이 대통령으로 취임한 후 곧바로 열리는 지방선거 겸 국회의원 보궐선거에서는 분당구 갑 지역구 출마를 추진했다가, 안철수에게 넘겼다. 대신 윤석열 정부가 출범하자, 2022년 5월 13일 윤석열 정부의 국가보훈처장으로 임명됐다. 이에 따라 국민의힘을 잠시 떠나 있었다.
2023년에 국가보훈처가 국가보훈부로 승격됐고, 인사청문회가 통과되어 동년 6월 5일에 초대 국가보훈부장관으로 승격되었다.
2024년 4월 10일에 열리는 제22대 총선 출마를 선언하며 2023년 12월 25일 국가보훈부장관(제2대 국가보훈부장관은 강정애가 맡게 되었다.)에서 물러나 국민의힘으로 복귀했다. 2024년 1월 11일, 제22대 국회의원 선거 출마를 위해 영등포구 을 지역구 예비후보로 등록하면서 총선에 출마했지만, 2024년 2월 27일에 지역구 후보의 조속한 확정과 총선 승리를 위한다는 명분으로 경선 포기 및 박용찬 후보 지지를 선언하고 2024년 3월 3일에 서울 강서구 을로 이동하여 출마를 선언했다. 그러나 진성준에게 밀려 낙선했다.

## 학력
- 1972년~1978년: 구포국민학교 졸업
- 1978년~1981년: 구포중학교 졸업
- 1981년~1984년: 부산대학교 사범대학 부설고등학교 졸업
- 1984년~1989년: 서울대학교 외교학과 학사

### 비학위 수료
- 미국 미시간 대학교(Univ. of Michigan) 로스쿨 방문학자 과정 수료

## 경력
- 1988년 제22회 외무고시 합격
- 1990년 외무부 국제경제국 사무관
- 1993년 제35회 사법시험 합격
- 1996년 서울중앙지방검찰청 검사
- 1998년 창원지방검찰청 통영지청 검사
- 2000년 부산지방검찰청 특수부(검사)
- 2003년 수원지방검찰청 여주지청 검사
- 2004년~2006년 서울중앙지방검찰청 특수1부 수석검사
- 박민식 법률사무소 변호사
- 엄홍길휴먼재단 자문위원
- 2008년 1월~2008년 2월: 제17대 이명박 대통령취임준비위원회 자문위원
- 2008년 4월 9일: 대한민국 제18대 국회의원 선거 당선(부산 북구·강서구 갑, 한나라당, 초선)
- 2008년~2012년: 한나라당 부산광역시당 북구·강서구 갑 당원협의회 위원장
- 2012년~2017년: 새누리당 부산광역시당 북구·강서구 갑 당원협의회 위원장
- 2012년 4월 11일: 대한민국 제19대 국회의원 선거 당선(부산 북구·강서구 갑, 새누리당, 재선)
- 2014년 5월~2014년 5월: 제6회 전국동시지방선거 부산광역시장 새누리당 예비후보
- 2017년 2월~2018년 2월: 자유한국당 부산광역시당 북구·강서구 갑 당원협의회 위원장
- 2018년 4월~2018년 5월: 제7회 전국동시지방선거 부산광역시장 자유한국당 예비후보
- 2019년 1월~2020년 2월: 자유한국당 부산광역시당 북구·강서구 갑 당원협의회 위원장
- 2019년 4월: 자유한국당 신정치혁신특별위원회 - 공천혁신소위원회 위원
- 2019년 4월: 제21대 국회의원 선거 자유한국당 부산광역시당 21대 총선공약준비위원회 부위원장
- 2019년 4월: 제21대 국회의원 선거 자유한국당 부산광역시당 21대 총선공약준비위원회 직능분과
- 2020년 5월~2020년 9월: 미래통합당 부산광역시당 북구·강서구 갑 당원협의회 위원장
- 2020년 9월~2022년 5월: 국민의힘 부산광역시당 북구·강서구 갑 당원협의회 위원장
- 2021년 3월~2021년 4월: 국민의힘 부산광역시당 2021년 재보궐선거 부산광역시장 보궐선거 선거대책위원회 시정정상화특별위원회 위원장
- 2021년 3월~2021년 4월: 국민의힘 2021년 재보궐선거 중앙선거대책위원회 부산동행 공동부위원장
- 2021년 3월~2021년 4월: 국민의힘 부산광역시당 2021년 재보궐선거 부산광역시장 보궐선거 선거대책위원회 네거티브대책위원회 공동위원장
- 2021년 7월~2021년 11월: 제20대 대통령 선거 국민의힘 윤석열 대통령 예비후보 국민캠프 종합상황실 기획실장
- 2021년 9월~2021년 11월: 제20대 대통령 선거 국민의힘 윤석열 대통령 예비후보 국민캠프 정치공작진상규명특별위원회 위원
- 2021년 12월~2022년 1월: 제20대 대통령 선거 국민의힘 살리는 선거대책위원회 총괄특보단 정무특보단 정무특보
- 2022년 1월~2022년 3월: 제20대 대통령 선거 국민의힘 부산 살리는 선거대책위원회 부산클린선거전략본부장
- 2022년 1월~2022년 3월: 제20대 대통령 선거 국민의힘 윤석열 대통령 후보 직속 총괄특보단 정무특보단 정무특보
- 2022년 3월~2022년 5월: 제20대 대통령 당선인 비서실 특별보좌역
- 2022년 5월~2023년 6월: 제32대 국가보훈처장
- 2023년 6월~2023년 12월: 제1대 국가보훈부 장관
- 2024년 1월~2024년 2월: 제22대 국회의원 선거 서울 영등포구 을 국민의힘 국회의원 예비후보
- 2024년 5월~: 국민의힘 서울특별시당 강서구 을 당원협의회 위원장
- 2025년 4월~2025년 5월: 국민의힘 김문수 제21대 대통령 선거 경선후보 문수 대통 김문수 승리캠프 전략기획본부장
- 2025년 5월~2025년 6월: 제21대 대통령 선거 국민의힘 김문수 대통령 후보 직속 자문 및 보좌 기관 특보단 전략기획특보

### 의정 활동
- 2008년 5월~2012년 5월 제18대 국회의원(부산 북구·강서구 갑, 한나라당→새누리당, 초선)
- 18대 국회 전반기 법제사법위원회 위원
- 18대 국회 전반기 예산결산특별위원회 위원
- 국회 독도영토수호대책특별위원회 간사
- 국회 공직자윤리위원회 위원
- 한나라당 인권위원회 부위원장
- 한나라당 인권위원회 범죄피해구제소위원회 위원장
- 한나라당 제1정책조정위원회(법제사법, 행정안전)부위원장
- 한나라당 부산광역시당 대변인
- 18대 후반기 국회 지식경제위원회 위원
- 2012년 5월~2016년 5월 제19대 국회의원(부산 북구·강서구 갑, 새누리당, 재선)
- 2012년 7월~2014년 5월 제19대 국회 전반기 정무위원회 새누리당 간사
- 새누리당 인권위원장
- 2014년 1월 7일 부산광역시장 출마 선언
- 19대 국회 후반기 법제사법위원회 위원
- 2014년 6월 19대 국회 후반기 정보위원회 위원
- 2015년 2월~2016년 5월 제19대 국회 후반기 미래창조과학방송통신위원회 간사
- 2015년 7월 새누리당 부산광역시당 위원장

## 가족
- 아버지: 박순유(육군 중령)

## 역대 선거 결과
|  | 57.34% |

|  | 52.39% |

|  | 44.07% |

|  | 48.57% |

|  | 45.15% |

## 소속 정당
| 소속 정당 | 소속 정당  | 소속 기간 | 비고      |
| --------- | ---------- | --------- | --------- |
|           | 한나라당   | 2008~2012 | 정계 입문 |
|           | 새누리당   | 2012~2017 | 당명 변경 |
|           | 자유한국당 | 2017~2020 | 당명 변경 |
|           | 미래통합당 | 2020      | 합당      |
|           | 국민의힘   | 2020~2022 | 당명 변경 |
|           | 무소속     | 2022~2024 | 탈당      |
|           | 국민의힘   | 2024~현재 | 복당      |

## 같이 보기
- 북구·강서구 갑
- 부산 북구의 국회의원
- 부산 강서구의 국회의원
- 대한민국의 국가보훈처장
- 대한민국의 국가보훈부 장관

## 수상
- 2011년 대한민국 헌정상 우수상